# 新唐书
| 中國二十四史 | 中國二十四史   | 中國二十四史 | 中國二十四史 | 中國二十四史 |
| 次序         | 書名           | 作者         | 作者         |              |
| 次序         | 書名           | 姓名         | 時代         |              |
| ------------ | -------------- | ------------ | ------------ | ------------ |
| 1            | 史记           | 司馬遷       | 西漢         |              |
| 2            | 汉书           | 班固         | 東漢         |              |
| 3            | 后汉书         | 范曄         | 劉宋         |              |
| 4            | 三國志         | 陈寿         | 西晋         |              |
| 5            | 晋书           | 房玄龄等     | 唐           |              |
| 6            | 宋书           | 沈约         | 蕭梁         |              |
| 7            | 南齐书         | 萧子显       | 蕭梁         |              |
| 8            | 梁书           | 姚思廉       | 唐           |              |
| 9            | 陈书           | 姚思廉       | 唐           |              |
| 10           | 魏书           | 魏收         | 北齐         |              |
| 11           | 北齐书         | 李百药       | 唐           |              |
| 12           | 周书           | 令狐德棻等   | 唐           |              |
| 13           | 南史           | 李延寿       | 唐           |              |
| 14           | 北史           | 李延寿       | 唐           |              |
| 15           | 隋书           | 魏徵等       | 唐           |              |
| 16           | 旧唐书         | 刘昫等       | 后晋         |              |
| 17           | 新唐书         | 欧阳修等     | 北宋         |              |
| 18           | 旧五代史       | 薛居正等     | 北宋         |              |
| 19           | 新五代史       | 欧阳修       | 北宋         |              |
| 20           | 宋史           | 脱脱等       | 元           |              |
| 21           | 辽史           | 脱脱等       | 元           |              |
| 22           | 金史           | 脱脱等       | 元           |              |
| 23           | 元史           | 宋濂等       | 明           |              |
| 24           | 明史           | 张廷玉等     | 清           |              |
| 相關         | 東觀漢記       | 劉珍等       | 東漢         |              |
| 相關         | 新元史         | 柯劭忞       | 民國         |              |
| 相關         | 清史稿         | 趙爾巽等     | 民國         |              |
| 相關         | 點校本二十四史 | 顧頡剛等     | 共和國       |              |

《新唐书》，北宋歐陽修、宋祁、范鎮、呂夏卿、梅尧臣等合撰，是記載唐朝歷史的纪传体史書。《新唐书》共225卷，分本纪10卷、志50卷、表15卷及列傳150卷。

## 修史過程
五代時期就曾有《唐書》（即後來《舊唐書》）編成，但《舊唐书》於宣宗朝以后，本纪错误甚多，列傳记事亦有所讳饰。宋仁宗就認為《唐書》“纪次无法，详略失中，文采不明，事实零落”，庆历四年（1044年）下詔重修。至和元年（1054年）七月，仁宗催促“速上所修《唐书》”。前後參與其事的有宋敏求、范镇、歐陽修、宋祁、吕夏卿、梅尧臣，《新唐書》所依據的唐人文獻及唐史著作均審慎選擇，刪除當中的讖緯怪誕內容，裁減舊史本纪十分之七。《新唐書》對〈志〉十分重視，新增《儀衛志》、《選舉志》和《兵志》，《兵志》附以马政，原有的《天文志》和《曆志》篇幅超過《舊唐書》三倍，新志载有文武百官的俸禄制度，为旧志所无。又有屯田、边镇、和籴等，皆旧志所无。《新唐書》也恢復立〈表〉，立了《宰相表》、《方鎮表》、《宗室世系表》、《宰相世系表》，志和表分别由范镇、吕夏卿负责编写。歷代官修正史〈表〉多缺略，清代学者王鳴盛在《十七史商榷》中說：“新書最佳者志、表，列傳次之，本紀最下”，這是允評。列传部分由宋祁负责编写。王鳴盛還指出《新唐書》史表的設置有一些不足，“竊謂史之無表者，固宜補矣，有有表而尤不可以不補者……禁軍以宦官掌之，不但朝政盡爲所撓，並廢立皆出其手，則左右神策中尉亦當表”。
《新唐書》一共修了十七年。慶曆四年起，工部尚書宋祁主持修纂〈列傳〉；至和元年（1054年），由歐陽修接續編修〈本紀〉、〈志〉、〈表〉。嘉祐五年（1060年）六月，全书告成。兩人在七年內竟沒見過面。草稿初成，呈宋仁宗審閱。仁宗看後，發現這部史書出於二人之手，體例與文采均不盡相同，於是令歐陽修刪改修飾為一體。歐陽修此時卻拒不修改，他說：“宋公於我為前輩，且人所見不同，豈可悉如已意？”最後僅校閱過一遍，一無所易。

## 缺失
《新唐書》修成之後，《舊唐書》便不再流傳。據清代学者趙翼《廿二史劄記》載：“今第观《新书·艺文志》所载，如吴兢《唐书备阙记》、王彥威《唐典》、蒋乂《大唐宰辅录》、《凌烟功臣、秦府十八学士、史臣》等传、凌璠《唐录政要》、南卓《唐朝纲领图》、薛璠《唐圣运图》、刘肃《大唐新语》、李肇《国史补》、林恩《补国史》等书，无虑数十百种，皆《旧唐书》所无者。”但《舊唐書》較多保存唐代原始文獻的面貌，而《新唐書》語多刪節，徒增後世研究困擾，《直斋书录解题》则稱“凡废传六十一，增传三百三十一、志三、表四”。如《旧唐书·本纪》部分近三十万字，到《新唐书》仅剩下九万字，雖達到文字精湛，卻失去許多珍貴史料，而《哀帝本纪》旧书约一万三千字，新书只剩千字左右，“每數帝共一贊，矯枉過正矣”；而《旧唐书》写得极为悲壮感人的《封常清传》、《高仙芝传》，在《新唐书》竟删得索然乏味。
歐陽修與宋祁皆有排佛的倾向，故《新唐書》不見玄奘、一行等佛門之事蹟，無以反映盛唐時期的佛教史实。韓愈曾為石洪作墓誌，石洪官僅止於縣尉，無奇偉之事蹟，《新唐書》竟收此“諛墓之文”。《新唐書》雖列有《兵志》，卻很空疏，例如《新唐书·兵志》记载：“唐有天下二百余年，而兵之大势三变，其始盛时有府兵，府兵后废而为彍骑，彍骑又废，而方镇之兵盛矣。”其议论不明，於史实亦不符。
《新唐書》大量采用笔记、小說，形成不少错误，《直斋书录解题》卷四批评《新唐书》“拾取小说私记，则皆附著无弃”，“徒繁无补”。王观国《学林》卷五“霓裳羽衣曲”亦云：“盖《国史补》虽唐人小说，然其记事多不实，修唐史者一概取而分缀入诸列传，曾不核其是否，故舛误类如此也。”

## 評論
后人多批评歐陽修撰《新唐书》“着意文字而忽略考证”（近代学者王欣夫语），作者正統思想尤為強烈。《新唐書》共计转录韩愈文16篇，在《藩镇·吴元济传》中全文载录韩愈的《平淮西碑》，《新唐书·韩愈传》“赞曰”，宋祁還說：“其道盖自比孟轲”，“可谓笃道君子”，肯定其功業与孟子“齐而力倍之”，“仰之如泰山、北斗”，這樣的過譽，顯得肉麻兮兮。
《新唐書》對隋末竇建德等農民軍十分反感，動輒以「蝟毛而奮」、「磨牙搖毒」、「孽氣腥焰」等詞加以貶抑。故《新唐書》不可取代《舊唐書》，司馬光的《資治通鑑》多用《舊唐書》，朱熹的《通鑑綱目》重“春秋書法”，多用《新唐書》。由於《新唐书》存在不少问题，在颁行不久，吴缜写了《新唐书纠谬》，共舉出該書四百六十條錯誤。在找出《新唐书》差错的同时，亦认为撰修者是“不知刊修之要而各徇私好”。
史家黃永年指出：“他（宋祁）用這種文體把《舊唐書》裏原有的詔令、奏議以及記敍文字亂改一氣。例如柴紹傳有‘隋將桑顯和來戰，紹引軍繚其背’，這‘繚其背’是什麼意思呢？查對《舊唐書》，原來寫的是‘紹引軍直掩其背’。因宋祁嫌它不夠古，所以硬用這個‘繚’字來替換‘直掩’，‘繚’是繞的意思，用在這裏確實很奇，同時又很澀，因為使人讀到這裏就得打住，無法念下去。再如《舊唐書》的玄宗廢太子瑛傳有‘李林甫代張九齡為中書令，希惠妃之旨，托意于中貴人，揚壽王瑁之美，惠妃深德之’幾句話。……宋祁卻改成‘九齡罷，李林甫專國，數稱壽王美以揠妃意，妃果德之’。這個‘揠’字本是拔的意思，宋祁用在這裏當‘助長’‘迎合’來講，確實夠奇，不對照《舊唐書》誰又能看懂呢……”

## 内容

### 本紀
1. 本紀第一 高祖
2. 本紀第二 太宗
3. 本紀第三 高宗
4. 本紀第四 則天皇后・中宗
5. 本紀第五 睿宗・玄宗
6. 本紀第六 肅宗・代宗
7. 本紀第七 德宗・順宗・憲宗
8. 本紀第八 穆宗・敬宗・文宗・武宗・宣宗
9. 本紀第九 懿宗・僖宗
10. 本紀第十 昭宗・哀帝

### 志
1. 志第一 礼乐一
2. 志第二 礼乐二
3. 志第三 礼乐三
4. 志第四 礼乐四
5. 志第五 礼乐五
6. 志第六 礼乐六
7. 志第七 礼乐七
8. 志第八 礼乐八
9. 志第九 礼乐九
10. 志第十 礼乐十
11. 志第十一 礼乐十一
12. 志第十二 礼乐十二
13. 志第十三上 儀衛上
14. 志第十三下 儀衛下
15. 志第十四 車服
16. 志第十五 曆一
17. 志第十六 曆二
18. 志第十七上 曆三上
19. 志第十七下 曆三下
20. 志第十八上 曆四上
21. 志第十八下 曆四下
22. 志第十九 曆五
23. 志第二十上 曆六上
24. 志第二十下 曆六下
25. 志第二十一 天文一
26. 志第二十二 天文二
27. 志第二十三 天文三
28. 志第二十四 五行一
29. 志第二十五 五行二
30. 志第二十六 五行三
31. 志第二十七 地理一
32. 志第二十八 地理二
33. 志第二十九 地理三
34. 志第三十 地理四
35. 志第三十一 地理五
36. 志第三十二 地理六
37. 志第三十三上 地理七上
38. 志第三十三下 地理七下
39. 志第三十四 選举上
40. 志第三十五 選举下
41. 志第三十六 百官一
42. 志第三十七 百官二
43. 志第三十八 百官三
44. 志第三十九上 百官四上
45. 志第三十九下 百官四下
46. 志第四十 兵
47. 志第四十一 食貨一
48. 志第四十二 食貨二
49. 志第四十三 食貨三
50. 志第四十四 食貨四
51. 志第四十五 食貨五
52. 志第四十六 刑法
53. 志第四十七 艺文一
54. 志第四十八 艺文二
55. 志第四十九 艺文三
56. 志第五十 艺文四

### 表
1. 表第一 宰相上
2. 表第二 宰相中
3. 表第三 宰相下
4. 表第四 方鎮一
5. 表第五 方鎮二
6. 表第六 方鎮三
7. 表第七 方鎮四
8. 表第八 方鎮五
9. 表第九 方鎮六
10. 表第十上 宗室世系 上
11. 表第十下 宗室世系 下
12. 表第十一上 宰相世系一上
13. 表第十一下 宰相世系一下
14. 表第十二上 宰相世系二上
15. 表第十二中 宰相世系二中
16. 表第十二下 宰相世系二下
17. 表第十三上 宰相世系三上
18. 表第十三下 宰相世系三下
19. 表第十四上 宰相世系四上
20. 表第十四下 宰相世系四下
21. 表第十五上 宰相世系五上
22. 表第十五下 宰相世系五下

### 列传
1. 列传第一 后妃上 - 太穆竇皇后・文德長孫皇后・徐賢妃・王皇后・則天武皇后・和思趙皇后・韋皇后・上官昭容・肅明劉皇后・昭成竇皇后・王皇后・貞順武皇后・元献楊皇后・楊貴妃
2. 列传第二 后妃下 - 張皇后・章敬吴皇后・貞懿独狐皇后・睿真沈太后・昭德王皇后・韋賢妃・庄憲王皇后・懿安郭太后・孝明鄭太后・恭僖王太后・貞献蕭太后・宣懿韋太后・尚宮宋若昭・郭貴妃・王賢妃・元昭晁太后・惠安王太后・郭淑妃・恭憲王太后・何皇后
3. 列传第三 宗室 - 李道宗・李道興・李孝基・李道玄・李叔良・李孝協・李思訓・李晋・李幼良・李琛・李孝恭・李瓌・李瑗・李神通・李道彦・李孝逸・李神符・李博义・李奉慈
4. 列传第四 高祖諸子 - 李建成・李玄霸・李元吉・李智雲・李元景・李元昌・李元亨・李元方・李元礼・李元嘉・李元則・李元懿・李元軌・李鳳・李元慶・李元裕・李元名・李灵夔・李元祥・李元晓・李元嬰
5. 列传第五 太宗諸子 - 李承・李宽・李恪・李泰・李祐・李愔・李惲・李貞・李治・李慎・李囂・李簡・李福・李明
6. 列传第六 三宗諸子 - 燕王李忠・悼王李孝・泽王李上金・许王李素节・褒信王李璆・孝敬皇帝李弘・章怀太子李贤・守礼嗣王李光仁・懿德太子李重润・谯王李重福・节愍太子李重俊・让皇帝李宪・惠庄太子李㧑・惠文太子李范・惠宣太子李业・隋王李隆悌
7. 列传第七 十一宗諸子 李琮、李琬、李璲、李瑛、肃宗、李琰、李瑶、李琚、李一、李敏、李瑁、李琦、李璬、李璘、李玢、李环、李瑝、李玼、李珪、李珙、李瑱、李璿、李璥
8. 列传第八 諸帝公主
9. 列传第九 - 李密・单雄信・祖君彦
10. 列传第十 - 王世充・竇建德
11. 列传第十一 - 薛举・李軌・劉武周・高開道・劉黑闥
12. 列传第十二 - 蕭銑・輔公祏・沈法興・李子通・梁師都
13. 列传第十三 - 劉文静・裴寂
14. 列传第十四 - 屈突通・尉迟敬德・張公謹・秦叔宝・唐俭・段志玄
15. 列传第十五 - 劉弘基・殷開山・劉政会・許紹・程知節・柴紹・任瓌・丘行恭
16. 列传第十六 - 温大雅・皇甫無逸・李襲志・姜謩・崔善為・李嗣真
17. 列传第十七 - 杜伏威・張士貴・李子和・苑君璋・羅艺・王君廓
18. 列传第十八 - 李靖・李客師・李令問・李彦芳・李勣・李敬業・李思文
19. 列传第十九 - 侯君集・張亮・薛万均・薛万徹・薛万備・盛彦師・盧祖尚・劉世讓・劉蘭・李君羨
20. 列传第二十 - 高俭・高履行・高真行・高重・竇威・竇軌・竇琮・竇抗・窦静・竇誕・竇璡・竇德玄
21. 列传第二十一 - 房玄龄・房遺愛・杜如晦・杜楚客・杜淹・杜元穎・杜審權・杜讓能
22. 列传第二十二 - 魏徵・魏謩
23. 列传第二十三 - 王珪・王燾・薛收・薛元超・薛元敬・薛稷・薛伯陽・馬周・馬載・韋挺・韋待價・韋武・韋万石
24. 列传第二十四 - 李綱・李安仁・李迥秀・李大亮・李安静・李道裕・戴冑・戴至德・劉洎・乐彦瑋・崔仁師・崔湜・崔液・崔澄・
25. 列传第二十五 - 陳叔達・楊恭仁・楊思訓・楊師道・楊執柔・封倫・裴矩・宇文士及・鄭善果・鄭元璹・权万纪・权怀恩・閻立德・閻立本・蒋儼・韋弘機・韋岳子・姜師度・強循・張知謇
26. 列传第二十六 - 蕭瑀・蕭鈞・蕭嗣業・蕭嵩・蕭華・蕭復・蕭俛・蕭倣・蕭廩・蕭遘・蕭定
27. 列传第二十七 - 岑文本・岑羲・岑長倩・格輔元・虞世南・李百药・李安期・褚亮・劉孝孫・李玄道・李守素・姚思廉・姚璹・姚珽・令狐德棻・令狐峘・鄧世隆・顧胤・李延寿
28. 列传第二十八 - 蘇世長・蘇良嗣・蘇弁・韋雲起・韋方質・孫伏伽・張玄素
29. 列传第二十九 - 志寧・休烈・敖・琮・庞严・高季輔・張行成・張易之・張昌宗
30. 列传第三十 - 長孫無忌・長孫敞・長孫操・長孫詮・長孫順德・褚遂良・褚璆・韓瑗・来济・来恒・李義琰・李巢・李義琛・上官儀
31. 列传第三十一 - 杜正倫・崔知温・高智周・石仲览・郭正一・趙弘智・赵来章・崔敦礼・楊弘礼・盧承慶・劉祥道・李敬玄・劉德威・孫处約・邢文偉・高子貢
32. 列传第三十二 - 傅奕・呂才・陳子昂・王無競・趙元
33. 列传第三十三 - 劉仁軌・裴行俭・裴光庭・裴稹・裴倩・裴均・婁師德
34. 列传第三十四 - 崔義玄・楊再思・竇怀貞・宗楚客・紀处訥・祝欽明・郭山惲・王璵
35. 列传第三十五 諸夷蕃将 - 史大奈・馮盎・阿史那社爾・阿史那忠・執失思力・契苾何力・黑齿常之・李謹行・泉男生・李多祚・李湛・論弓仁・尉遲勝・尚可孤・裴玢
36. 列传第三十六 - 郭孝恪・張俭・王方翼・蘇定方・薛仁貴・程務挺・王孝傑・唐休璟・張仁愿・張敬忠・王晙
37. 列传第三十七 - 王義方・員半千・石抱忠・韓思彦・蘇安恒・薛登・王求礼・柳澤・柳範・馮元常・蒋欽緒
38. 列传第三十八 - 唐臨・唐紹・張文瓘・徐有功・徐彦若
39. 列传第三十九 - 崔融・徐彦伯・蘇味道・豆盧欽望・史務滋・崔元綜・周允元
40. 列传第四十 - 狄仁傑・郝處俊・朱敬則
41. 列传第四十一 - 王綝・韋思謙・陸元方・陸象先・王及善・李日知・李怀遠
42. 列传第四十二 - 裴炎・劉禕之・魏玄同・李昭德・吉頊
43. 列传第四十三 - 張廷珪・韋湊・韋見素・韓思復・宋務光・呂元泰・辛替否・李渤・裴潾・張皋・李中敏・李款・李甘
44. 列传第四十四 - 武平一・李乂・賈曾・白居易・白行簡・白敏中
45. 列传第四十五 - 桓彦範・盧襲秀・薛季昶・楊元琰・敬暉・崔玄暐・張柬之・袁恕己
46. 列传第四十六 - 劉幽求・鍾紹京・崔日用・王毛仲・李守德・陳玄礼
47. 列传第四十七 - 魏元忠・韋安石・郭元振
48. 列传第四十八 - 李嶠・蕭至忠・盧藏用・韋巨源・趙彦昭・和逢堯
49. 列传第四十九 - 姚崇・宋璟
50. 列传第五十 - 蘇瓌・張说
51. 列传第五十一 - 魏知古・盧怀慎・李元紘・杜暹・張九龄・韓休
52. 列传第五十二 - 張嘉貞・源乾曜・裴耀卿
53. 列传第五十三 - 蘇珦・尹思貞・畢構・李傑・鄭惟忠・王志愔・許景先・潘好礼・倪若水・席豫・齐澣
54. 列传第五十四 - 裴守真・崔沔・盧从願・李朝隐・王丘・严挺之
55. 列传第五十五 - 裴漼・陽嶠・宋慶礼・楊瑒・崔隐甫・李尚隐・解琬
56. 列传第五十六 宗室宰相 - 李適之・李峴・李勉・李夷簡・李程・李石・李回
57. 列传第五十七 - 劉子玄・吴兢・韋述・蒋乂・柳芳・沈既济
58. 列传第五十八 - 郭虔瓘・郭知運・王君㚟・張守珪・王忠嗣・牛仙客
59. 列传第五十九 - 宇文融・韋堅・楊慎矜・王鉷
60. 列传第六十 - 哥舒翰・高仙芝・封常清
61. 列传第六十一 - 李光弼
62. 列传第六十二 - 郭子儀
63. 列传第六十三 - 李嗣業・馬璘・李抱玉・路嗣恭
64. 列传第六十四 - 房琯・張鎬・李泌
65. 列传第六十五 - 崔圆・苗晋卿・裴冕・裴遵慶・呂諲
66. 列传第六十六 - 崔光遠・鄧景山・魏少游・衛伯玉・李澄・韓全義・盧从史・高霞寓
67. 列传第六十七 - 李麟・楊綰・崔祐甫・柳渾・韋处厚・路隋
68. 列传第六十八 - 高適・元結・李承・韋倫・薛玨・崔漢衡・戴叔倫・王翃・徐申・郗士美・辛秘
69. 列传第六十九 - 来瑱・田神功・侯希逸・崔寧・严礪
70. 列传第七十 - 元載・王縉・黎幹・楊炎・严郢・竇参
71. 列传第七十一 - 李栖筠・李鄘
72. 列传第七十二 - 王思礼・魯炅・王難得・辛雲京・馮河清・李芃・李叔明・曲環・王虔休・盧群・李元素・盧士玫
73. 列传第七十三 - 令狐彰・張孝忠・康日知・李洧・劉澭・田弘正・王承元・牛元翼・史孝章
74. 列传第七十四 - 劉晏・第五琦・班宏・王紹・李巽
75. 列传第七十五 - 李揆・常袞・趙憬・崔造・齐映・盧邁
76. 列传第七十六 - 关播・董晋・袁滋・趙宗儒・竇易直
77. 列传第七十七 - 張鎰・姜公輔・武元衡・李絳・宋申錫
78. 列传第七十八 - 段秀实・顏真卿
79. 列传第七十九 - 李晟
80. 列传第八十 - 馬燧・渾瑊
81. 列传第八十一 - 楊朝晟・戴休顏・陽惠元・李元諒・李观・韓游瓌・杜希全・邢君牙
82. 列传第八十二 - 陸贄
83. 列传第八十三 - 韋皋・張建封・严震・韓弘
84. 列传第八十四 - 鮑防・李自良・蕭昕・薛播・樊泽・王緯・吴湊・鄭权・陸亙・盧坦・柳晟・崔戎
85. 列传第八十五 - 徐浩・呂渭・孟簡・劉伯芻・楊憑・潘孟陽・崔元略・韋綬
86. 列传第八十六 - 張薦・趙涓・李紓・鄭雲逵・徐岱・王仲舒・馮伉・庾敬休
87. 列传第八十七 - 姚南仲・独孤及・顧少連・韋夏卿・段平仲・呂元膺・許孟容・薛存誠・李遜
88. 列传第八十八 - 孔巢父・穆寧・崔邠・柳公綽・楊於陵
89. 列传第八十九 - 归崇敬・奚陟・崔衍・盧景亮・薛苹・衛次公・薛戎・胡証・丁公著・崔弘礼・崔玄亮・王質・殷侑・王彦威
90. 列传第九十 - 鄭余慶・鄭珣瑜・高郢・鄭絪・权德輿・崔群
91. 列传第九十一 - 賈耽・杜佑・令狐楚
92. 列传第九十二 - 白志貞・裴延龄・崔損・韋渠牟・李齐運・李实・皇甫鎛・王播
93. 列传第九十三 - 韋執誼・王叔文・陸質・劉禹錫・柳宗元・程异
94. 列传第九十四 - 杜黃裳・裴垍・李藩・韋貫之
95. 列传第九十五 - 高崇文・伊慎・朱忠亮・劉昌裔・范希朝・王鍔・孟元陽・王栖曜・劉昌・趙昌・李景略・任迪簡・张万福・高固
96. 列传第九十六 - 李光進・烏重胤・王沛・楊元卿・曹華・高瑀・劉沔・石雄
97. 列传第九十七 - 頔・王智興・杜兼・杜亚
98. 列传第九十八 - 裴度
99. 列传第九十九 - 李逢吉・元稹・牛僧孺・李宗閔・楊嗣復
100. 列传第一百 - 竇群・劉栖楚・張又新・楊虞卿・張宿・熊望・柏耆
101. 列传第一百一 - 韓愈
102. 列传第一百二 - 钱徽・崔咸・韋表微・高釴・馮宿・李虞仲・李翱・盧簡辞・高元裕・封敖・鄭薰・敬晦・韋博・李景讓
103. 列传第一百三 - 劉蕡
104. 列传第一百四 - 李訓・鄭注・王涯
105. 列传第一百五 - 李德裕
106. 列传第一百六 - 陳夷行・李紳・李讓夷
107. 列传第一百七 - 李固言・李玨・崔珙・萧邺・郑肃・卢钧・卢简方・韦琮・周墀・裴休・刘瑑・夏侯孜・赵隐・裴坦・郑延昌・王溥・卢光启
108. 列传第一百八 - 畢諴・崔彦昭・劉鄴
109. 列传第一百九 - 馬植・楊收・路岩
110. 列传第一百一十 - 鄭畋・王鐸・王徽
111. 列传第一百一十一 - 周宝・王处存・鄧处訥・陈儒・刘巨容・赵德諲・杨守亮・杨晟・顾彦朗・顾彦晖
112. 列传第一百一十二 - 王重荣・諸葛爽・李罕之
113. 列传第一百一十三 - 楊行密・時溥・朱宣
114. 列传第一百一十四 - 高仁厚・趙犨・田頵
115. 列传第一百一十五 - 劉建鋒・成汭・杜洪・钟传・张雄・王潮
116. 列传第一百一十六 忠義上 - 夏侯端・常達・謝叔方・王行敏・羅士信・李公逸・張善相
117. 列传第一百一十七 忠義中 - 顏杲卿・賈循・賈隐林・張巡・許遠・南霽雲・雷万春・姚誾
118. 列传第一百一十八 忠義下 - 程千里・袁光廷・龐堅・蔡廷玉・張名振・石演芬・吴漵・賈直言・辛讜
119. 列传第一百一十九 卓行 - 元德秀・李㟧・权皋・甄济・陽城・何蕃・司空图
120. 列传第一百二十 孝友 - 李知本、张志宽、刘君良、王少玄、任敬臣、支叔才、程袁师、武弘度、宋思礼、郑潜曜、元让、裴敬彝、梁文贞、沈季诠、许伯会、陈集原、陆南金、张琇、许法慎、林攒、陈饶奴、王博武、万敬儒、章全益
121. 列传第一百二十一 隐逸 - 王績・孫思邈・王希夷・李元愷・司馬承禎・賀知章・陸羽・陸龟蒙
122. 列传第一百二十二 循吏
123. 列传第一百二十三 儒学上 - 陸德明・顏師古・顏相時・孔穎達・欧陽詢・欧陽通・蓋文達・蕭德言
124. 列传第一百二十四 儒学中
125. 列传第一百二十五 儒学下
126. 列传第一百二十六 文艺上 - 蔡允恭・張昌齡・杜審言・王勃・盧照鄰・駱賓王・范履冰
127. 列传第一百二十七 文艺中 - 沈佺期・宋之問・李白・王維・蕭穎士
128. 列传第一百二十八 文艺下 - 孟浩然・王昌龄・崔元翰・李賀・李商隐
129. 列传第一百二十九 方技
130. 列传第一百三十 列女 - 裴淑英・王蘭英・夏侯碎金・敬象子・饒娥・李妙法・謝小娥・封絢、高妹妹
131. 列传第一百三十一 外戚 - 独孤怀恩・武士彠・武承嗣・武三思・武攸暨・楊国忠
132. 列传第一百三十二 宦者上 - 楊思勗・高力士・程元振・魚朝恩・竇文場・霍仙鳴・劉貞亮・吐突承璀・馬存亮・严遵美・仇士良・楊復光
133. 列传第一百三十三 宦者下 - 李輔国・王守澄・劉克明・田令孜・楊復恭・劉季述・韓全誨・張彦弘
134. 列传第一百三十四 酷吏 - 索元礼・来俊臣・周興・丘神勣・侯思止・王弘義・郭弘霸・姚紹之・周利貞・王旭・吉温・羅希奭・崔器・毛若虚・敬羽
135. 列传第一百三十五 藩鎮魏博 - 田承嗣・史憲誠・何進滔・韓允中・乐彦禎・羅弘信・羅紹威
136. 列传第一百三十六 藩鎮鎮冀 - 李宝臣・王武俊・王廷湊・王元逵・王紹鼎・王紹懿・王景崇・王鎔
137. 列传第一百三十七 藩鎮盧龍 - 李怀仙・朱滔・劉怦・劉济・朱克融・李載義・楊志誠・史元忠・張仲武・張允伸・張公素・李茂勛・李全忠・劉仁恭
138. 列传第一百三十八 藩鎮淄青横海 - 李正己・李納・李師古・程日華・程怀直・程怀信・李全略・李同捷
139. 列传第一百三十九 藩鎮宣武彰義澤潞 - 劉玄佐・鄧惟恭・吴少誠・吴少陽・吴元济・李祐・劉悟・劉从諫・李佐之・李師晦・李丕
140. 列传第一百四十上 突厥上
141. 列传第一百四十下 突厥下
142. 列传第一百四十一上 吐蕃上
143. 列传第一百四十一下 吐蕃下
144. 列传第一百四十二上 回鶻上
145. 列传第一百四十二下 回鶻下
146. 列传第一百四十三 沙陀
147. 列传第一百四十四 北狄 - 契丹・奚・室韋・黑水靺鞨・渤海
148. 列传第一百四十五 東夷 - 高麗・百济・新羅・日本・流鬼
149. 列传第一百四十六上 西域上 - 泥婆羅・党項・東女・高昌・吐谷渾・焉耆・龟兹・跋禄迦・疏勒・闐・天竺・摩揭陀・罽賓
150. 列传第一百四十六下 西域下 - 康国・寧遠・大勃律・吐火羅・謝䫻・識匿・箇失密・骨咄・蘇毗・師子・波斯・拂菻・大食
151. 列传第一百四十七上 南蛮上 - 南詔上
152. 列传第一百四十七中 南蛮中 - 南詔下・蒙巂詔・越析詔・浪穹詔・邆赕诏・施浪詔
153. 列传第一百四十七下 南蛮下 - 環王・盤盤・扶南・真臘・訶陵・投和・瞻博・室利佛逝・名蔑・单单・驃・两爨蛮・南平獠・西原蛮
154. 列传第一百四十八上 姦臣上 - 許敬宗・李義府・傅游艺・李林甫・陳希烈
155. 列传第一百四十八下 姦臣下 - 盧杞・崔胤・崔昭緯・柳璨・蒋玄暉・張廷範・氏叔琮・朱友恭
156. 列传第一百四十九上 叛臣上 - 僕固怀恩・周智光・梁崇義・李怀光・陳少游・李錡
157. 列传第一百四十九下 叛臣下 - 李忠臣・喬琳・高駢・朱玫・王行瑜・陳敬瑄・李巨川
158. 列传第一百五十上 逆臣上 - 安禄山・安慶緒・高尚・孫孝哲・史思明・史朝義
159. 列传第一百五十中 逆臣中 - 李希烈・朱泚
160. 列传第一百五十下 逆臣下 - 黄巢・秦宗权・董昌

### 附錄
- 進新唐書表